# پاپی (ترانه)
«پاپی» (به انگلیسی: Papi) ترانه‌ای از خواننده آمریکایی جنیفر لوپز است که برای هفتمین آلبوم استودیویی‌اش عشق؟ ضبط شده‌است. این ترانه در ۱۰ اوت ۲۰۱۱ به‌عنوان سومین تک‌آهنگ آلبوم توسط آیلند رکوردز منتشر شد.